# Francisco Nádasdy

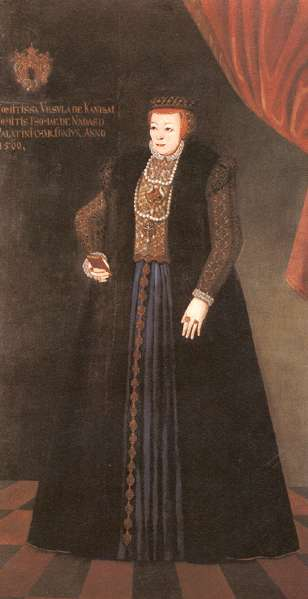
Úrsula (Orsolya) Kanizsay, madre de Francisco.

Barón Francisco Nádasdy de Nádasd y Fogarasföld (Sárvár, Hungría, 6 de octubre de 1555 - Sárvár, Hungría, 4 de enero de 1604), fue un noble húngaro. Su familia, los Nádasdy, era una de las más ricas e influyentes de la época en Hungría.

## Infancia y juventud
Francisco Nádasdy nació como hijo del barón Tomás Nádasdy, nádor de Hungría. En el año 1571, cuando Francisco tenía 16 años, su madre, Ursula Nádasdy (nacida Kanizsay), valiéndose de sus tratos con muchas familias nobles de Hungría, organizó un compromiso con la joven Isabel Báthory (o en húngaro: Báthory Erzsébet), hija de los condes Jorge (György) y Ana (Anna) Báthory. Los Báthory eran una familia igual de rica e ilustre que la de los Nádasdy, aunque más antigua e influyente, puesto que, entre otros, tenían varios parientes que habían tenido el cargo de Nádor de Hungría, un cardenal, un rey, y el propio hermano de Isabel fue Príncipe de Transilvania. 
Cuando Erzsébet Báthory se fue a vivir al castillo de los Nádasdy, el Castillo Sárvár, situado en el condado de Vas, al oeste de Hungría, sólo tenía once años, mientras que su prometido tenía dieciséis. Francisco apenas sabía leer y escribir en su idioma materno y, tal vez tenía un ligero conocimiento de Latín, al contrario que su esposa, quien, además de ser conocida por su renombrada belleza, fue una de las mujeres más instruidas de la época (sabía leer, escribir y hablaba con gran fluidez húngaro, alemán y latín).  Francisco estaba mucho más interesado en cultivar y conservar su forma física, destinado a mediar en las guerras húngaras. 
Al conocer a su joven prometida, puso el grito en el cielo ya que Francisco no podía saber que se hallaba ante la horma de su zapato. Ni tan siquiera los Nádasdy, familia sanguinaria y en su mayor parte militar, podían competir en crueldad y locura con los Báthory, cuya excentricidad se había ido acrecentando a lo largo de décadas de bodas internas. La misma Erzsébet descendía de dos de las ramas más extravagantes de los Báthory: el Conde György descendía de los Ecsed, y su madre, la Condesa Anna, de los Somlyó. 
Dos años más tarde, la familia Nádasdy estuvo a punto de asistir a una deshonra, al quedar la joven Erzsébet, de trece años, embarazada de uno de los mozos empleados en el Castillo Sárvár, László Bende. A pesar de que Francisco no tenía más de dieciocho años, fue contundente con el castigo del joven László: hizo que le castraran y, acto seguido, que le tiraran a los perros. Erzsébet fue llevada a otro castillo de los Nádasdy, donde dio a luz en secreto. Se hizo desaparecer al bebé.

## Vida familiar
El 8 de mayo de 1575, Francisco y Erzsébet se casaron en el Castillo de Varannó, en Vranov. A la ceremonia, dado el rango de los novios, acudieron más de 4500 invitados. Incluso se ofreció invitación al emperador Maximiliano II, que no pudo acudir. Por mutuo acuerdo, fue Francisco quien adoptó el apellido de soltera de su esposa, y no viceversa, ya que en esa época el apellido Báthory era mucho más ilustre que Nádasdy. Después de la boda, los nuevos señores de Nádasdy, junto con Úrsula (Orsolya) y otros miembros de la familia Nádasdy se fueron a vivir a Csejte. 
El Castillo de Csejte se había construido en el siglo XIII, en lo alto de una colina, a los pies de la cual se asentaba el pueblo de Csejte, que da nombre al castillo. Principalmente fue edificado como puesto de vigilancia del camino que unía Hungría con Moravia, en la actual República Checa por la familia Hont-Pázmány. Más adelante perteneció a Mateo Csák, de la dinastía Stibor de Stiboríc. De él pasó directamente a la posesión del matrimonio Nádasdy-Báthory como regalo de bodas junto con un feudo y diecisiete pueblos circundantes. 
En el año 1578 el Conde Francisco, como miembro de una influyente familia de militares, se puso al frente de uno de los flancos de la Real Armada Húngara. Esto hizo que pasara cada vez menos tiempo con su familia, por lo que no fue hasta diez años después de la boda cuando su esposa y él concibieron a su primera hija, Ana (Anna). En los nueve años siguientes concibieron a Catalina (Katalin) y Úrsula (Orsolya) y, finalmente, en el año 1598 tuvieron a su único hijo varón, Pablo (Pál).

## Vida militar
Como militar, Francisco ayudó a conquistar los castillos de Esztergom, Waitzen, Visegrád, Székesfehérvár y, años más tarde, el de Győr. Todos ellos eran posesión de los turcos, y gracias a la intervención del conde, la guerra contra ellos dibujó un cambio brusco y radical, y una gran ventaja a favor de los Húngaros. Su carrera militar fluyó al lado de uno de sus mejores amigos, el noble húngaro Nicolás Pálffy, quien era considerado uno de los comandantes militares más importantes de su época. Pálffy tenía el completo apoyo de Rodolfo II de Habsburgo, rey húngaro y emperador germánico, y se destacó por su lucha contra los turcos otomanos y por recibir el título de conde de Bratislava.
Durante todo este tiempo, y con el objetivo de que su esposa mantuviera el orden en el castillo mediante infringir castigos a los criados, Francisco enseñó a su mujer varias técnicas de tortura para aplicar a la servidumbre del feudo. Más adelante hay testimonio de que Erzsebeth, más experta en la materia, comenzó a intercambiar por carta trucos y tácticas con su esposo. 
Fue precisamente en esta época, cuando los Condes Nádasdy hubieron mandado a sus cuatro hijos a vivir con sus futuros suegros, como era la costumbre entre la nobleza eslava, y Francisco pasaba más tiempo fuera del castillo, cuando su esposa, Erzsébet, comenzó a mostrar sus tendencias masoquistas y bisexuales.

## Muerte
El 4 de enero del año 1604, el Caballero Negro (hu) de Hungría, como se conocía a Francisco por su fiereza a la hora de combatir y su despiadada costumbre de empalar a todos sus prisioneros enemigos, murió de misteriosa y repentina enfermedad en medio de una batalla, dejando a su esposa, quien pasó a la historia conocida como la Condesa Sangrienta (Tuguy) por asesinar a más de 630 doncellas vírgenes para bañarse en su sangre en busca de la eterna juventud, vía libre para cometer todos sus crímenes. 
Se desconoce la enfermedad que mató al Conde Francisco Nádasdy, se rumorea que fue envenenado por la Condesa Sangrienta para que ella pudiera estar con su amante Jezorlavy Istók. Sí se sabe, sin embargo, que su muerte, más allá de los crímenes que cometió su esposa, hizo bien a la corona de Hungría, puesto que el rey Matías II de Hungría deseaba los extensísimos territorios que el matrimonio Báthory-Nádasdy había producido, y el Conde Francisco habría sido un estorbo en su intento de apoderarse de los grandiosos territorios. A pesar de que, tras la muerte de Isabel por emparedamiento, sus menguadas posesiones fueron repartidas entre sus cuatro hijos, más tarde el rey Matías acusó a los jóvenes Báthory-Nádasdy de traición, basándose en los crímenes cometidos por su madre y su tía abuela Clara (Klára), y por apoyar a Isabel en la guerra contra los alemanes, por lo que todas las tierras anteriormente pertenecientes a los Nádasdy, además de las nuevas tierras que habían acumulado de sus familias políticas pasaron a disposición de la corona húngara. Los descendientes de Francisco e Isabel fueron desterrados, por lo que marcharon a Polonia. A pesar de que algunos volvieron a Hungría después de 1640, ese fue el fin de la condición nobiliaria de la familia Nádasdy-Báthory en Hungría.

## Ancestros
|  |                                    |  |  |  |  |  |  |  |  |  |  |  |  |  |  |  |
|  | 16. Gaspar Nádasdy de Nádasd       |  |  |  |  |  |  |  |  |  |  |  |  |  |  |  |
|  |                                    |  |  |  |  |  |  |  |  |  |  |  |  |  |  |  |
|  |                                    |  |  |  |  |  |  |  |  |  |  |  |  |  |  |  |
|  | 8. Ladislao Nádasdy de Nádasd      |  |  |  |  |  |  |  |  |  |  |  |  |  |  |  |
|  |                                    |  |  |  |  |  |  |  |  |  |  |  |  |  |  |  |
|  |                                    |  |  |  |  |  |  |  |  |  |  |  |  |  |  |  |
|  | 17. Isabel Serényi de Kis-Serény   |  |  |  |  |  |  |  |  |  |  |  |  |  |  |  |
|  |                                    |  |  |  |  |  |  |  |  |  |  |  |  |  |  |  |
|  |                                    |  |  |  |  |  |  |  |  |  |  |  |  |  |  |  |
|  | 4. Francisco Nádasdy de Nádasd     |  |  |  |  |  |  |  |  |  |  |  |  |  |  |  |
|  |                                    |  |  |  |  |  |  |  |  |  |  |  |  |  |  |  |
|  |                                    |  |  |  |  |  |  |  |  |  |  |  |  |  |  |  |
|  | 18. Esteban Sankfalvi              |  |  |  |  |  |  |  |  |  |  |  |  |  |  |  |
|  |                                    |  |  |  |  |  |  |  |  |  |  |  |  |  |  |  |
|  |                                    |  |  |  |  |  |  |  |  |  |  |  |  |  |  |  |
|  | 9. Catalina Sankfalvi              |  |  |  |  |  |  |  |  |  |  |  |  |  |  |  |
|  |                                    |  |  |  |  |  |  |  |  |  |  |  |  |  |  |  |
|  |                                    |  |  |  |  |  |  |  |  |  |  |  |  |  |  |  |
|  | 2. Tomás Nádasdy de Nádasd         |  |  |  |  |  |  |  |  |  |  |  |  |  |  |  |
|  |                                    |  |  |  |  |  |  |  |  |  |  |  |  |  |  |  |
|  |                                    |  |  |  |  |  |  |  |  |  |  |  |  |  |  |  |
|  | 20. N. Therjék de Szenterzsébet    |  |  |  |  |  |  |  |  |  |  |  |  |  |  |  |
|  |                                    |  |  |  |  |  |  |  |  |  |  |  |  |  |  |  |
|  |                                    |  |  |  |  |  |  |  |  |  |  |  |  |  |  |  |
|  | 10. Tomás Therjék de Szenterzsébet |  |  |  |  |  |  |  |  |  |  |  |  |  |  |  |
|  |                                    |  |  |  |  |  |  |  |  |  |  |  |  |  |  |  |
|  |                                    |  |  |  |  |  |  |  |  |  |  |  |  |  |  |  |
|  | 5. Úrsula Therjék de Szenterzsébet |  |  |  |  |  |  |  |  |  |  |  |  |  |  |  |
|  |                                    |  |  |  |  |  |  |  |  |  |  |  |  |  |  |  |
|  |                                    |  |  |  |  |  |  |  |  |  |  |  |  |  |  |  |
|  | 1. Francisco Nádasdy de Nádasd     |  |  |  |  |  |  |  |  |  |  |  |  |  |  |  |
|  |                                    |  |  |  |  |  |  |  |  |  |  |  |  |  |  |  |
|  |                                    |  |  |  |  |  |  |  |  |  |  |  |  |  |  |  |
|  | 24. Nicolás Kanizsay de Kanizsa    |  |  |  |  |  |  |  |  |  |  |  |  |  |  |  |
|  |                                    |  |  |  |  |  |  |  |  |  |  |  |  |  |  |  |
|  |                                    |  |  |  |  |  |  |  |  |  |  |  |  |  |  |  |
|  | 12. Jorge Kanizsay de Kanizsa      |  |  |  |  |  |  |  |  |  |  |  |  |  |  |  |
|  |                                    |  |  |  |  |  |  |  |  |  |  |  |  |  |  |  |
|  |                                    |  |  |  |  |  |  |  |  |  |  |  |  |  |  |  |
|  | 25. Cristina N.                    |  |  |  |  |  |  |  |  |  |  |  |  |  |  |  |
|  |                                    |  |  |  |  |  |  |  |  |  |  |  |  |  |  |  |
|  |                                    |  |  |  |  |  |  |  |  |  |  |  |  |  |  |  |
|  | 6. Ladislao Kanizsay de Kanizsa    |  |  |  |  |  |  |  |  |  |  |  |  |  |  |  |
|  |                                    |  |  |  |  |  |  |  |  |  |  |  |  |  |  |  |
|  |                                    |  |  |  |  |  |  |  |  |  |  |  |  |  |  |  |
|  | 26. Juan Rozgonyi de Rozgony       |  |  |  |  |  |  |  |  |  |  |  |  |  |  |  |
|  |                                    |  |  |  |  |  |  |  |  |  |  |  |  |  |  |  |
|  |                                    |  |  |  |  |  |  |  |  |  |  |  |  |  |  |  |
|  | 13. Clara Rozgonyi de Rozgony      |  |  |  |  |  |  |  |  |  |  |  |  |  |  |  |
|  |                                    |  |  |  |  |  |  |  |  |  |  |  |  |  |  |  |
|  |                                    |  |  |  |  |  |  |  |  |  |  |  |  |  |  |  |
|  | 27. Dorotea Bánffy de Alsólindva   |  |  |  |  |  |  |  |  |  |  |  |  |  |  |  |
|  |                                    |  |  |  |  |  |  |  |  |  |  |  |  |  |  |  |
|  |                                    |  |  |  |  |  |  |  |  |  |  |  |  |  |  |  |
|  | 3. Úrsula Kanizsay de Kanizsa      |  |  |  |  |  |  |  |  |  |  |  |  |  |  |  |
|  |                                    |  |  |  |  |  |  |  |  |  |  |  |  |  |  |  |
|  |                                    |  |  |  |  |  |  |  |  |  |  |  |  |  |  |  |
|  | 28. Nicolás Drágfi de Béltek       |  |  |  |  |  |  |  |  |  |  |  |  |  |  |  |
|  |                                    |  |  |  |  |  |  |  |  |  |  |  |  |  |  |  |
|  |                                    |  |  |  |  |  |  |  |  |  |  |  |  |  |  |  |
|  | 14. Bartolomé Drágfi de Béltek     |  |  |  |  |  |  |  |  |  |  |  |  |  |  |  |
|  |                                    |  |  |  |  |  |  |  |  |  |  |  |  |  |  |  |
|  |                                    |  |  |  |  |  |  |  |  |  |  |  |  |  |  |  |
|  | 29. Catalina Báthory de Ecsed      |  |  |  |  |  |  |  |  |  |  |  |  |  |  |  |
|  |                                    |  |  |  |  |  |  |  |  |  |  |  |  |  |  |  |
|  |                                    |  |  |  |  |  |  |  |  |  |  |  |  |  |  |  |
|  | 7. Ana Drágfi de Béltek            |  |  |  |  |  |  |  |  |  |  |  |  |  |  |  |
|  |                                    |  |  |  |  |  |  |  |  |  |  |  |  |  |  |  |
|  |                                    |  |  |  |  |  |  |  |  |  |  |  |  |  |  |  |
|  | 30. Emerico Héderváry de Hédervár  |  |  |  |  |  |  |  |  |  |  |  |  |  |  |  |
|  |                                    |  |  |  |  |  |  |  |  |  |  |  |  |  |  |  |
|  |                                    |  |  |  |  |  |  |  |  |  |  |  |  |  |  |  |
|  | 15. Dorotea Héderváry de Hédervár  |  |  |  |  |  |  |  |  |  |  |  |  |  |  |  |
|  |                                    |  |  |  |  |  |  |  |  |  |  |  |  |  |  |  |
|  |                                    |  |  |  |  |  |  |  |  |  |  |  |  |  |  |  |
|  | 31. Ana Garay de Gara              |  |  |  |  |  |  |  |  |  |  |  |  |  |  |  |
|  |                                    |  |  |  |  |  |  |  |  |  |  |  |  |  |  |  |
|  |                                    |  |  |  |  |  |  |  |  |  |  |  |  |  |  |  |

- Datos: Q964147
- Multimedia: Ferenc Nádasdy (1555–1604) / Q964147